# حريش (جنس)
الحريش (الاسم العلمي: Lithobius) هي جنس من المفصليات يتبع الفصيلة الحريشية من رتبة حريشيات الشكل.

## أنواع جنس الحريش
- حريش أتكنسوني
- حريش أحمر الرأس
- حريش أسود
- حريش أسود العيون
- حريش برغريني
- حريش بني
- حريش ثنائي اللون
- حريش جليدي
- حريش داكن
- حريش رشيق
- حريش سخاليني
- حريش سميك الساق
- حريش سيدني
- حريش شمالي
- حريش صغير العيون
- حريش عقدي الأرجل
- حريش عملاق
- حريش كستنائي
- حريش كليل
- حريش متبدل
- حريش مرقش
- حريش مسنن
- حريش مقصي
- حريش نمساوي
- حريش هولستي
- (الاسم العلمي:Lithobius aeruginosus)
- (الاسم العلمي:Lithobius aulacopus)
- (الاسم العلمي:Lithobius calcaratus)
- (الاسم العلمي:Lithobius curtipes)
- (الاسم العلمي:Lithobius lapidicola)
- (الاسم العلمي:Lithobius pelidnus)
- (الاسم العلمي:Lithobius piceus)
- (الاسم العلمي:Lithobius tenebrosus)
- (الاسم العلمي:Lithobius tricuspis)
- (الاسم العلمي:Lithobius valesiacus)